# 錫楚埃特 (麻薩諸塞州普查規定居民點)
錫楚埃特（英語：Scituate）是位於美國麻薩諸塞州普利茅斯縣的一個普查規定居民點。

## 人口
根據2020年美國人口普查的數據，錫楚埃特的面積為12.72平方千米，當中陸地面積為10.52平方千米，而水域面積為2.19平方千米。當地共有人口5620人，而人口密度為每平方千米441.82人。